# Pietraroja
Pietraroja – miejscowość i gmina we Włoszech, w regionie Kampania, w prowincji Benewent.
Według danych na I 2009 gminę zamieszkiwało 612 osób przy gęstości zaludnienia 17,2 os./1 km².